# Adobe LiveMotion
Adobe LiveMotion är en programvara som släpptes av företaget Adobe år 2000, programmet var tänkt som en konkurrent till Macromedia Flash. Med programmet kan användaren skapa så kallade flashfiler eller flashanimationer. LiveMotion släpptes i en andra version år 2003 men lades snart ner på grund av dålig försäljning. År 2005 gick de bägge företagen Adobe och Macromedia ihop.